# Gateway Hills
Die Gateway Hills (englisch für Durchgangshügel) sind zwei markante und 2000 m hohe Hügel im ostantarktischen Viktorialand. In der Lanterman Range der Bowers Mountains ragen sie westlich des Husky-Passes am Kopfende des Sledgers-Gletschers auf.
Das New Zealand Antarctic Place-Names Committee benannte sie 1983 auf Vorschlag des neuseeländischen Geologen Malcolm Gordon Laird (1935–2015) so, weil die Hügel den südlichen Zugang zum Sledgers-Gletscher markieren.